# フレンジャー
「フレンジャー」は、大塚愛の11枚目のシングル。2006年4月12日にavex traxよりリリースされた。

## 解説
前作「プラネタリウム」から約7ヶ月ぶりのリリースであり、2006年1作目のシングル。
初回限定盤と通常盤の2種リリースであり、前者のみ、帯がピンク、青、赤、黄、緑の全5色になっているが、中身は全て同様で「フレンジャー」のPVが収録されたDVDが同梱された。
「フレンジャー」というタイトルに込められた意味は、「いつだってそこにいてあげる、駆け付けてあげよう」であり、緩さで付き合える素敵な仲間たちのことを指している。また、曲自体も力が抜けた様なアッパーな笑顔で聴けるハッピーチューンであり、大切な人への想いを軽い気持ちで歌い上げているのが微笑ましいとhotexpressの平賀哲雄は批評している。なお、「フレンジャー」とは大塚の造語で、英語で友達を表すfriendと戦隊物のrangerの混成語である。ジャケットにはFriengerと英語表記されている。また、「フレンジャー」のレコーディングにはGO!GO!7188のターキーがドラムとして参加している。
PVの撮影は台湾台北市内湖区で行った。この撮影のために初めてスクーターに乗ったという。なお、日本語、又は、台湾語の字幕を表示させて視聴することが可能。

## 収録曲
（全作詞・作曲：愛／編曲：愛×Ikoman）

### CD
1. フレンジャー (3:48)
東芝「au CDMA 1X WIN MUSIC-HDD W41T(KIRA KIRA篇 放映終了)」CMソング
日本テレビ系「スポーツうるぐす」テーマソング
内川聖一外野手の2006年度シーズンの登場曲である
2. 甘い気持ちまるかじり (4:17)
「music.jp」CMソング
3. フレンジャー (Instrumental)
4. 甘い気持ちまるかじり(Instrumental)

### DVD
1. フレンジャー (Music Clip)

## 収録作品

### CD
| 楽曲                 | 発売日         | タイトル     | 備考                        |
| -------------------- | -------------- | ------------ | --------------------------- |
| フレンジャー         | 2007年9月26日  | LOVE PiECE   | 4作目のオリジナルアルバム。 |
| 甘い気持ちまるかじり | 2009年11月11日 | LOVE is BEST | 2作目のベスト・アルバム。   |

### DVD
| 発売日               | タイトル | 備考                     |
| フレンジャー         | フレンジャー | フレンジャー             |
| -------------------- | --- | ------------------------ |
| 2007年9月26日        | 『愛 am BEST Tour 2007 〜ベストなコメントにめっちゃ愛を込めんと!!!〜』at Tokyo International Forum Hall A on 9th of July 2007 | 4作目のライブ・ビデオ。  |
| 2008年1月1日         | 【LOVE IS BORN】 〜4th Anniversary 2007〜at Hibiya-Yagai Ongaku-Do on 9th of September 2007                                   | 5作目のライブ・ビデオ。  |
| 2008年7月30日        | LOVE PiECE Tour2008 〜メガネかけなきゃユメがねぇ!〜at Pacifico Yokohama on 1st of May 2008                                    | 6作目のライブ・ビデオ。  |
| 2009年2月25日        | 【LOVE IS BORN】 〜5th Anniversary 2008〜at Osaka-jo Yagai Ongaku-Do on 10th of September 2008                                | 7作目のライブ・ビデオ。  |
| 2010年3月17日        | 【LOVE IS BORN】〜6th Anniversary 2009〜                                                                                      | 10作目のライブ・ビデオ。 |
| 甘い気持ちまるかじり | |                          |
| 2007年9月26日        | 『愛 am BEST Tour 2007 〜ベストなコメントにめっちゃ愛を込めんと!!!〜』at Tokyo International Forum Hall A on 9th of July 2007 | 4作目のライブ・ビデオ。  |
| 2010年6月23日        | LOVE is BEST Tour 2009 FINAL                                                                                                  | 11作目のライブ・ビデオ。 |